# Selaginella pallescens
La  doradilla (Selaginella pallescens) es una planta pequeña, terrestre o rupícola perteneciente a la familia Selaginellaceae. Sus tallos son muy ramificados y cuando están secos se enrollan hacia adentro. Están ramificados desde la base o a la mitad. Sus hojas son diminutas, ovadas o auriculadas.
Habita en selva alta perennifolia, bosque húmedo, bosques de pino, o pino encino, bancos riparios húmedos. Habita desde el sur de Estados Unidos hasta Sudamérica.